# Way Down (canción de Elvis Presley)
"Way Down" es una canción grabada y popularizada por Elvis Presley. Registrada en octubre de 1976, fue su último sencillo lanzado al mercado antes de su fallecimiento el 16 de agosto de 1977. La canción fue escrita por Layng Martine Jr. y grabada por Presley en el estudio de su casa en Graceland el 29 de octubre de 1976.

## Grabación
Para octubre de 1976 la compañía RCA había trasladado su estudio móvil a Graceland para comenzar allí las grabaciones. Las presiones comerciales eran muchas y Elvis no se mostraba especialmente interesado en comenzar allí una sesión de grabación, pero finalmente se llevó a cabo una corta sesión de tres días donde Elvis se sentiría recompensado con la canción "Way Down" de corte netamente rockero y que se adaptaba a su estilo interpretativo.
El tema poseía una sólida base del bajo de Jerry Scheff y de la guitarra de James Burton con un respaldo vocal por parte de los coros de los Stamps y las sopranos Kathy Westmoreland y Myrna Smith. 
En el caso de J. D. Summer de los Stamps la grabación lo mostraría cantando las palabras "way on down" al final de cada estribillo hasta la nota baja C (C2). Al final de la canción, esta frase es de octava, alcanzando un doble Do bajo (C1, tres octavas por debajo del C medio). Esta nota fue lograda por primera vez por Sumner en una grabación de 1966 del himno "Blessed Assurance". 

## Edición e incursión en las listas
Lanzado como sencillo (con "Pledging My Love" en la cara B) el 6 de junio de 1977, este sería su último sencillo en el momento de su muerte. Inicialmente alcanzó el puesto # 31 en la lista Billboard Hot 100 del 6 de agosto de 1977 y había caído al puesto # 53 en la lista de la semana que finalizó el 27 de agosto de 1977. A partir de entonces, cambió de dirección y alcanzó un pico aún más alto en el puesto # 18 en la lista Billboard Hot 100 entre el 24 de septiembre y el 1 de octubre de 1977.
"Way Down" alcanzó el número 1 en las listas norteamericanas la semana de su muerte. El sencillo fue certificado platino en Estados Unidos por la RIAA en 1999. 
En el UK Singles Chart, después de haber subido sólo cuatro lugares hasta el número # 42 la semana antes de la muerte de Presley,  la canción ascendió al puesto # 4 la semana siguiente y luego alcanzó el puesto # 1 en la semana que finalizó el 3 de septiembre permaneciendo allí durante cinco semanas. poco más de siete años después de su anterior sencillo número uno número uno en el Reino Unido, "The Wonder of You", en agosto de 1970. 
Su sencillo anterior, "Moody Blue", había sido un éxito # 1 en las listas estadounidenses. anteriormente en 1977. "Way Down" se reeditó en abril de 2005 y alcanzó el puesto # 2 en la lista de sencillos del Reino Unido.
Listas
| Listas (1977)                        | Posición alcanzada |
| ------------------------------------ | ------------------ |
| Bélgica Ultratop Singles Chart       | 17                 |
| Cabadá RPM Country Tracks            | 1                  |
| Canadá RPM Top Singles               | 15                 |
| Canadá RPM Adult Contemporary Tracks | 23                 |
| Nueva Zeland                         | 7                  |
| UK Singles Char                      | 1                  |
| Irish Singles Chart                  | 1                  |
| US Billboard Hot 100                 | 18                 |
| US Adult Contemporary (Billboard)    | 14                 |
| US Hot Country Songs (Billboard)     | 1                  |

## En la cultura popular
En el libro ¿Está vivo Elvis? de la escritora Gail Brewer-Giorgio donde se plasma la teoría conspirativa de que Elvis podría haber simulado su propia muerte, se especula que la letra de las canciones «How The Web Was Woven» (ûCómo la telaraña fue tejida») y «Way Down» tendrían un mensaje oculto, específicamente en el caso de esta última, los versos All of my resistance, lying on the floor, taking me to places, I've never been before («Toda mi resistencia, está yaciendo en el suelo, llevándome a lugares en los que nunca había estado antes"»).